# Pneumàtic de bicicleta

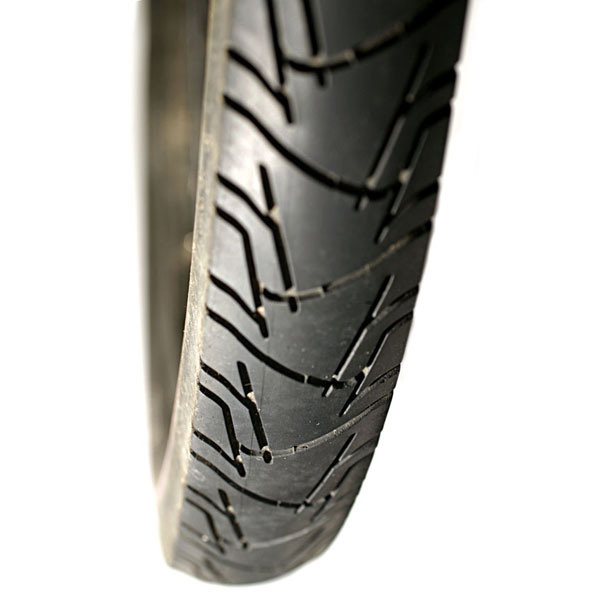
Pneumàtic de bicicleta de passeig

El  pneumàtic  de la bicicleta, també anomenat coberta en algunes regions, és un pneumàtic que s'adapta a la roda d'una bicicleta, monocicle, tricicle, quadricicle o remolc de bicicleta. També es pot utilitzar en cadires de rodes i les bicicletes de mà, especialment per a les carreres. Els pneumàtics de la bicicleta són una font important de suspensió, generen les forces laterals necessàries per a l'equilibri i el gir, i generen les forces longitudinals necessaris per a la propulsió i la frenada. Són la segona font, després de la resistència de l'aire, del consum d'energia en una carretera. El modern pneumàtic de bicicleta desmuntable va contribuir a la popularitat i el domini eventual de la bicicleta de seguretat.
Els pneumàtics moderns de bicicleta es poden classificar per diversos criteris:
- En què forma s'uneixen a la llanda: coberta o tubular.
- Com i si reté l'aire: amb cambra d'aire, sense cambra, o sòlid.
- Quin tipus de banda de rodament tenen: llisos, nusos o multiús.

## Història

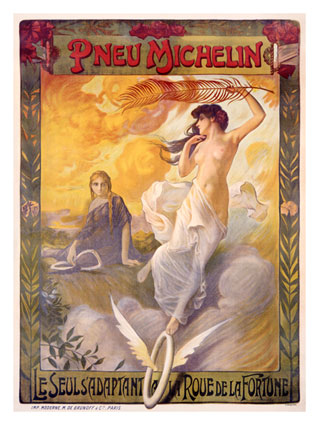
Afiche vintage de pneumàtics Michelin

Les primeres bicicletes amb «pneumàtics» van ser les bandes de ferro en les rodes de fusta de velocípedes. Aquests van ser seguits pels pneumàtics de goma massissa. En un intent per suavitzar la marxa, també es van provar els pneumàtics de goma amb un centre buit.
El primer pneumàtic pràctic va ser fet per un veterinari de Belfast John Boyd Dunlop, el 1887 per a la bicicleta del seu fill, en un esforç per prevenir els mals de cap que el seu fill tenia al viatjar en carreteres en mal estat (les patent de Dunlop va ser invalidada per patents de 43 anys abans del seu compatriota escocès Robert William Thomson) -a Dunlop li van concedir una patent per «un millorament de pneumàtics... per a bicicletes i tricicles»-. No obstant això. En 1889 va vendre els seus drets de manufactura a Harvey du Cros Sr, qui va fundar la Dunlop Pneumatic Tyre Co Ltd, Dunlop en si no va tenir cap relació amb aquesta firma.
En 1890, es va començar a afegir una capa de tela resistent a la goma per reduir les punxades. Els corredors van adoptar ràpidament el pneumàtic per a l'augment de velocitat permès.
Finalment, el pneumàtic desmuntable va ser introduït el 1891 per Édouard Michelin. La llanda desmuntable facilita el procés de canvi dels pneumàtics, en comptes de cola, s'ajustava a la vora de la llanta amb una pestanya removible, i es podien retirar per a la substitució o posar pegats la cambra d'aire separada.

## Definicions de pneumàtic i coberta
Encara que pneumàtics i cobertes són sinònims, cadascuna té la seva definició.

Secció transversal esquemàtica 1: llanta, 2: cobreix mugró, 3: superfície per als frens de sabates, 4: filferro del taló, 5: cambra d'aire, 6: carcassa, 7: banda de rodament

### Què és un pneumàtic?
El pneumàtic pròpiament consta d'una coberta i de la cambra d'aire. 
- Amortidor: que cobreix la circumferència d'una roda i en general conté aire comprimit. Les rodes amb goma massissa van ser utilitzades en els vehicles de carretera fins que van ser substituïts per pneumàtics plens d'aire. El pneumàtic amb cambra d'aire esmorteeix el ciclista dels sots, redueix el desgast de les rodes i ofereix un vincle de fricció entre el vehicle i el terra. El desenvolupament del pneumàtic amb cambra va ser de John Boyd Dunlop.

### Què és una coberta?
La coberta consta dels següents elements: carcassa, banda de rodament i filferro del taló. 
- Carcassa (armadura del pneumàtic): generalment construïda en teixit recobert de goma. El niló és el teixit més utilitzat. El nombre de «fils per polzada» (TPI) dona una idea de la finor del tissatge del filat i de la suavitat de la carcassa.
- Banda de rodament o rodament: és la part en contacte amb l'asfalt. Una banda de rodament de bones prestacions és una barreja de goma, sílice (SiO2), negre de fum i altres polímers, els productes de la gamma alta utilitzen mescles de fibres de Kevlar  ®  i polímers propietaris. El dibuix de la banda de rodament depèn de l'ús previst per a la goma: de les llises per terreny sec i fàcil, a les nuoses per terrenys mullats i irregulars.

- Filferro del taló: són fils circulars de filferro incrustrats al taló de la circumferència interna de la coberta.

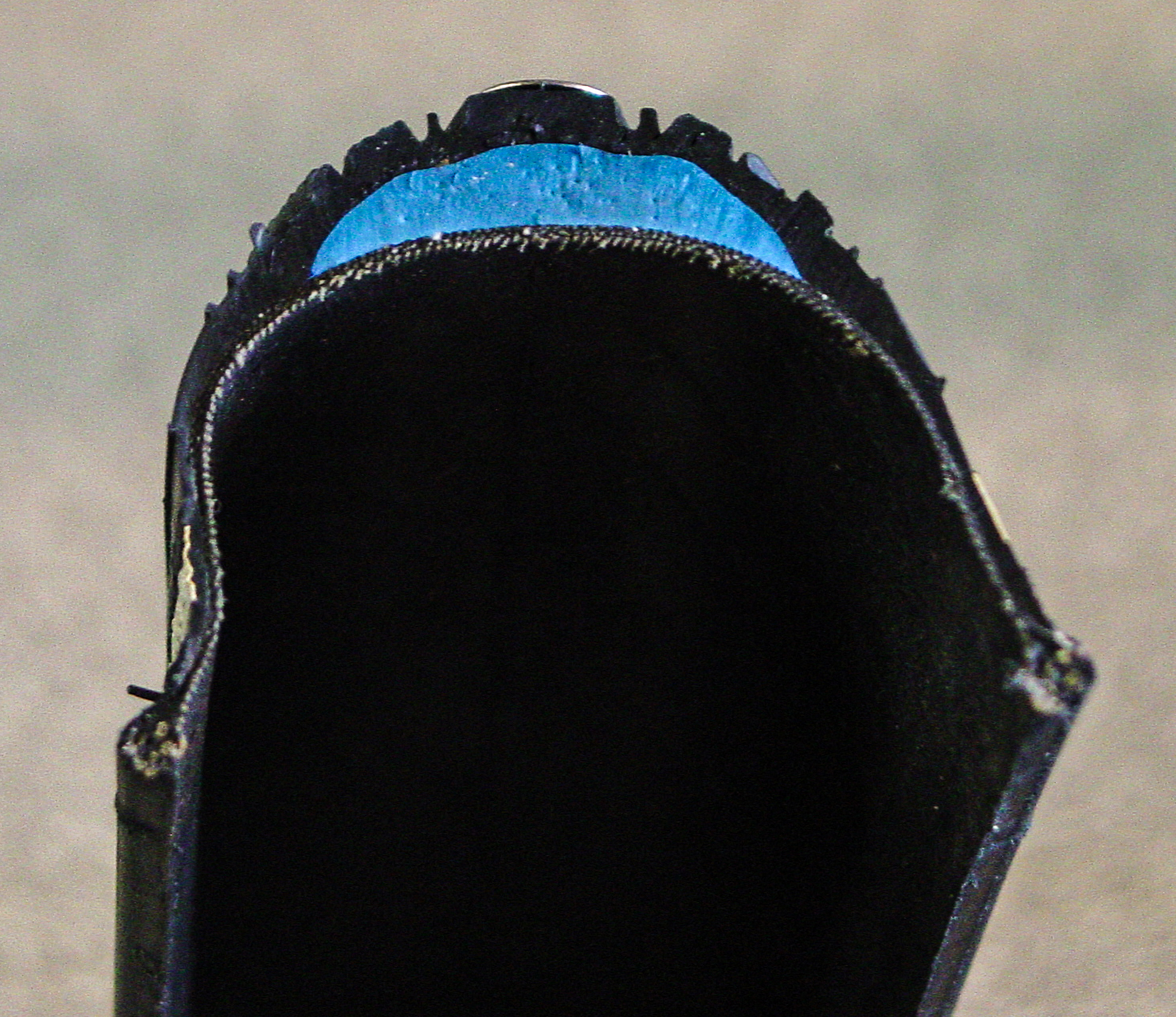
Tall transversal d'una coberta amb una capa Kevlar (en blau) entre la carcassa i la banda de rodament, com augmenta la resistència als talls i punxades.

### Què és un tubular?
El tubular és un pneumàtic que consta d'una coberta i cambra d'aire completament embolicada en la carcassa, una cosa així com una mànega. 
Les coberta és feta de cotó o de seda que es vulcanitza amb la cambra d'aire i està completament embolicada en la carcassa, que, al seu torn, està enganxada amb cola a la llanda tipus Sprint per a pneumàtics tubulars. El pneumàtic corrent, en canvi, és «obert» amb un taló que s'assenta dins de la llanda i bloqueja el pneumàtic.
El tubular té una secció perfectament rodona, que es defineix com «ràdio constant de la carcassa». Això li dona dos avantatges fonamentals enfront del pneumàtic corrent:
- L'entrada en corba és «uniforme», amb cap diferència en termes d'adherència o absorció de les vibracions i els cops, ja que aquests cops es reparteixen sobre tota la superfície de la llanda, reduint així la resistència a l'avanç. El ciclista pot mantenir la seva línia a l'entrada de la corba i recórrer-la amb tota seguretat, fins i tot si l'asfalt no és perfecte, una sensació familiar per a tots els corredors professionals.
- Un altre avantatge del tubular sobre les cobertes és que pot inflar a pressions més altes. A pressions d'inflat altes, els pneumàtics corrents resulten menys còmodes.

En resum: els ciclistes professionals prefereixen els tubulars perquè són més ràpids i ofereixen major comoditat. Els pneumàtics corrents tenen l'avantatge de ser pràctics, però els tubulars són simplement el millor per al rendiment dinàmic i comportament, no és casual que siguin els preferits dels corredors d'alt nivell.

## Marques de mides

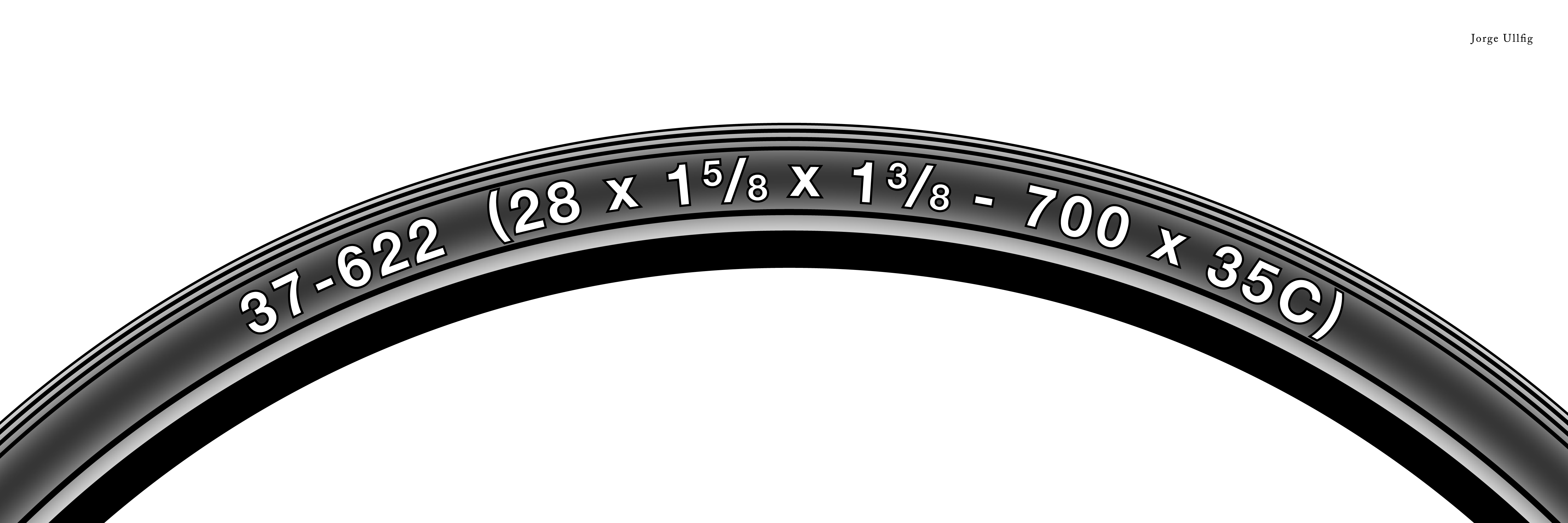
Marques de grandària en el flanc d'una coberta

Què signifiquen les marques i codis de diferents mides en el flanc dels pneumàtics de bicicleta?
Avui dia, les mides dels pneumàtics de bicicleta són totes qualificacions que estableix la norma ISO 5775 internacional per marcar els pneumàtics i les llandes de bicicleta.
El sistema va ser desenvolupat originalment per l'Organització Tècnica Europea de Pneumàtics i Llantes (ETRTO). No obstant això, tant les mides tradicionals dels pneumàtics com el sistema anglès i francès empleats fins ara continuen en ús.
L'especificació de mida ETRTO 37-622 indica l'amplada de 37 mm i el diàmetre interior del pneumàtic de 622 mm. Aquesta dimensió és clara i permet una classificació precisa de la mida de les llandes.
El marcatge en polzades (per exemple, 28 x 1,40) estableix el diàmetre exterior aproximat (28 polzades) i l'ample dels pneumàtics (1.40 polzades). El marcatge en polzades com 28 x 1 ⅝ x 1 ⅜
(diàmetre exterior aproximat per alçada i amplada del pneumàtic) és també comuna.
Les mesures en polzades no són exactes i no tenen precisió. Per exemple, els diàmetres de 559 mm (MTB), 571 mm (Triatló) i 597 mm (Schwinn S-6) estan classificades com de 26 polzades. Les llandes amb diàmetres de 622 mm i 635 mm són classificats com de 28 polzades. Per estrany que sembli, els pneumàtics amb un diàmetre interior de 630 mm es classifiquen com de 27 polzades.
Les dimensions en polzades són àmpliament utilitzats tant en l'esport de bicicletes tot terreny (MTB) i els països on es parla l'idioma anglès. Avui en dia molt pocs usuaris estan familiaritzats amb les clàssiques dimensions fraccionàries polzades com de 28 x 1 ⅝ x 1 ⅜.

Quan es van introduir els pneumàtics MTB de mida de 29 polzades uns pocs anys enrere, tenien el mateix diàmetre intern de 622 mm, conegut com a 28 "a Europa. Les marques de mides franceses (per exemple 700 x 35C) donen el diàmetre aproximat de l'exterior del pneumàtic (700 mm) i amplada (35 mm). No s'utilitzen marques franceses de mida per a totes les mides de pneumàtics, així, per exemple, no s'utilitza per a les dimensions de MTB.
| Pneumàtic 26 x 2.00 | Pneumàtic 52-559 |  |

## Mides de llantes i pneumàtics

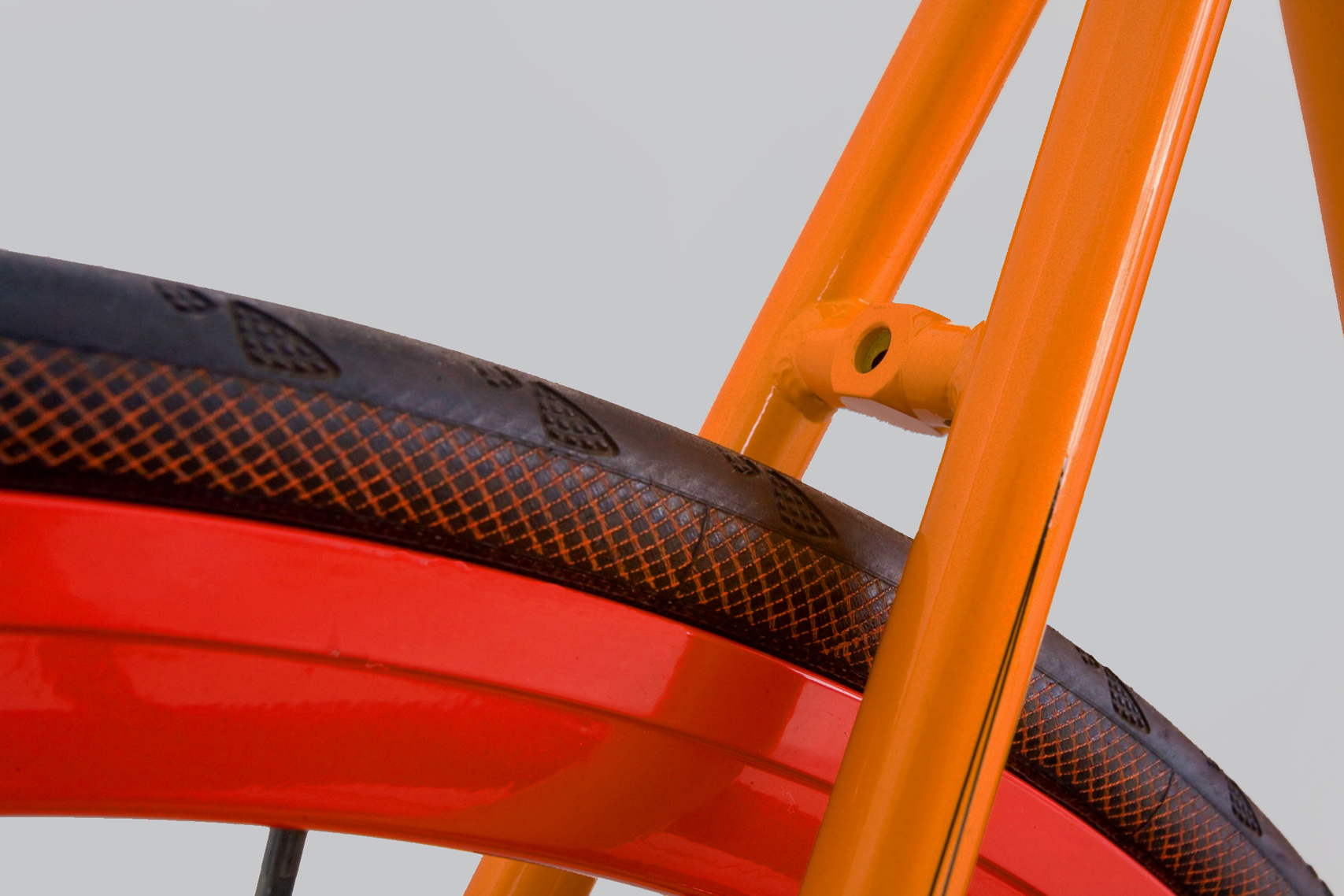
Pneumàtic d'alt rendiment 700C

La majoria de les bicicletes d'adults a les carreteres avui en dia tenen dues mides de llandes i pneumàtics

### 622 mm
Comunament coneguda per la denominació francesa «700C» es fa servir per a bicicletes de «carretera», així com la majoria de les urbanes (híbrides). Aquesta grandària és, de vegades, anomenada «29 polzades» quan els pneumàtics tipus pilota 57-622 (29 x 2.25) es munten en llandes de 622 mm. Aquesta grandària és coneguda també com a «28» polzades, principalment al nord d'Europa, diàmetre que recorda el dels pneumàtics d'uns 44 mm d'ample.
La mida de 622 mm és bona per a moltes aplicacions, però de vegades és un problema per als ciclistes més baixos, per qüestions d'espai que dificulten el disseny d'una bici ben proporcionada amb rodes d'aquesta mida.

### 559 mm (26 ")
Comunament coneguda com «26 polzades» amb denominació d'ample decimal, és la mida utilitzada en «mountain bike» i «bicicletes platja», tot i que actualment està essent substituïda per les mides de 27,5 i 29 polzades.
La mida més corrent és de 26 x 2,125 (ISO 54-559), però en aquest segment pot aconseguir pneumàtics tan estrets com 25 mm per adaptar-se a llantes de 559 mm, de manera que acaben amb un pneumàtic de «26» que s'assembla més a 24 ⅞ "de diàmetre real !
Venen en tres tipus bàsics d'empremta: llisa, nuosa i multiús. Els pneumàtics llisos fan d'una bicicleta de muntanya el més semblant possible a una de carretera, per desgràcia, en general són mides estretes i d'alta pressió, i la mida de la roda més petita tendeix a resultar en un caminar més aviat dur. En general, com més petit sigui el diàmetre dels pneumàtics, més se sentiran els cops, sots i altres irregularitats del paviment, en comparació amb els pneumàtics amples amb la pressió correcta de funcionament. Els nusos són generalment una bona elecció per al seu ús camp a través i els multiús per a carretera i camp a través.

### Altres mides
La típica llanda de 26 polzades té un diàmetre de 559 mm (22,0 ") i un diàmetre aproximat exterior del pneumàtic de 26" (#650 mm). 

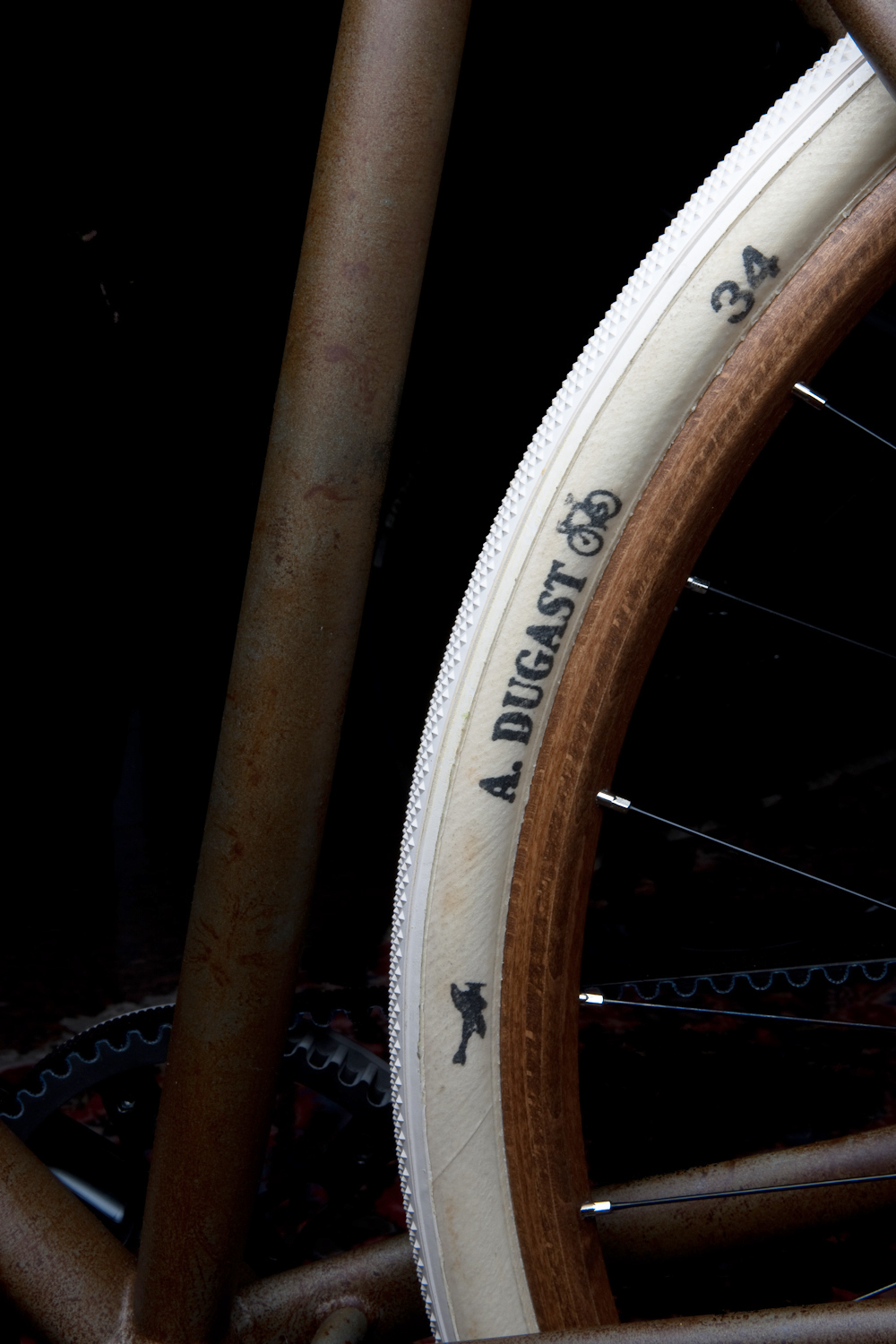
Pneumàtic ciclocròs tubular d'altes prestacions

No es tracta, però, les úniques opcions. Hi ha 4 «650» que mesuren 26 polzades, des dels pneumàtics estrets als més amples, tots mesuren el mateix diàmetre.

#### 650 (597 mm)
És el mateix que la grandària britànica de 26 x 1 ¼ ", (ISO 32-597) utilitzats en les bicicletes de club, i també va ser adoptat per Schwinn per al seu ús en bicicletes de 3-velocitats, amb pneumàtics de 26 x 1 ⅜ "(S-6). Aquesta grandària es veu cada vegada menys, ja que les bicicletes que l'utilitzen són rares.

#### 650A (590 mm)
També anomenada de 26 x 1 ⅜ ", (ISO 35-590) és la mida utilitzada en les clàssiques bicicletes angleses de 3-velocitats. No hi ha res teòricament malament amb aquesta grandària (que no sigui la confusió amb la mida de Schwinn), però la selecció de pneumàtics i llandes disponibles per a aquesta mida és bastant escassa però estable en aquests dies.

#### 650B (584 mm)
Aquesta grandària, també coneguda com la mida 26 x 1 ½ "(ISO 38-584), designats com« 650B »(família dels 700B), és més popular a França, on era la mida tradicional per a bicicletes de passeig de càrrega, tàndems i bicicletes domèstiques en general, així com en Randonneurs, ciclisme de llarga distància.
La mida 650B mai va ser comuna en els EUA, i va entrar en declivi, fins i tot a França, amb l'adveniment de la bicicleta de muntanya. No obstant això, hi ha un grup dedicat de fans d'aquesta mida de roda, que ha estat treballant diligentment per tornar-li la seva antiga glòria.
La situació pel que fa a pneumàtics i la disponibilitat de la llanda darrerament ha pres un gir per a millor, i el futur sembla prometedor per a la «650B».

#### 650C (571 mm)
Era originalment una reducció de l'ample de la roda amb pneumàtic pilota 26 x 2125 ", (ISO 54-559) a 26 x 1 ¾" (S-7), (ISO 44-571) utilitzat en moltes veteranes Schwinn de passeig. En aquests dies, però, es veu principalment en les bicicletes de triatló i contrarellotge. Els pneumàtics i llandes disponibles són majoritàriament molt estretes 26 x 1 ", (ISO 23-571) destinats a la competició, triatló, contrarellotge, i bicicletes de carretera de menor grandària.

## El vell sistema francès de mida
[Nombre de tres dígits]+[Lletra]
En el vell sistema francès de mida, els pneumàtics són designats per a un nombre de tres dígits, que pot ser seguit d'una lletra. El número és el diàmetre exterior nominal del pneumàtic que va ser dissenyat originalment per a la llanda.
L'absència d'una lletra indicava un pneumàtic estret, «A», «B» i «C» indica pneumàtics cada vegada més ample. «A» va ser originalment un pneumàtic al voltant de 35 mm d'ample, de manera que la llanda 650A és bastant gran, 590 mm. Si s'agrega la part superior i inferior als 35 mm de gruix de pneumàtics als 590, acabes amb el diàmetre aproximat dels pneumàtics de #650 mm.
La mida 650C va ser pensada originalment per a un pneumàtic bastant ampli, d'uns 44 mm d'ample. La part superior i inferior de 44 mm dels pneumàtics més la mida de 571 mm de la llanda el portarà a una mida de #650 mm de diàmetre exterior, tot i que la llanda és menor.
Amb el temps, però els processos evolutius han portat a diferents amplades de pneumàtics que s'aplica a la llanda, de manera que la designació nominal de 650 mm és més teòrica que pràctica.
| Lletra → | -      | A      | B      | C      |
| Número ↓ |        |        |        |        |
| -------- | ------ | ------ | ------ | ------ |
| 700      | 32-647 | 35-642 | 40-635 | 44-622 |
| 650      | 32-597 | 35-590 | 40-584 | 44-571 |
| 600      | -      | 35-541 | 40-534 | 44-520 |
| 550      | -      | 35-490 | 40-484 | 44-470 |
| 500      | -      | 35-440 | 40-432 | 47-406 |
| 450      | -      | 35-390 | -      | -      |
| 400      | -      | 35-340 | -      | -      |
| 350      | -      | 35-288 | -      | -      |

## Què significa la «C» per a un pneumàtic?
Marques franceses actuals de mida (per exemple 700 x 35C) donen el diàmetre aproximat de l'exterior (700 mm) i amplada (35 mm) del pneumàtic. La lletra al final indica el diàmetre interior del pneumàtic. En aquest cas, C significa 622 mm, i com en el «700C» és una reminiscència del vell sistema francès de mida. No diu molt avui en dia.